# Brendon Rodney
Brendon Rodney (ur. 9 kwietnia 1992 w Etobicoke) – kanadyjski lekkoatleta specjalizujący się w biegach sprinterskich.
W 2013 zdobył srebrny medal w sztafecie 4 × 400 metrów, a indywidualnie był piąty w biegu na 200 metrów podczas uniwersjady w Kazaniu. Półfinalista dwustu metrów na igrzyskach Wspólnoty Narodów (2014) i igrzyskach panamerykańskich (2015). W 2015 sięgnął również po brąz w sztafecie 4 × 100 metrów podczas mistrzostw świata w Pekinie. Brązowy medalista olimpijski w sztafecie 4 × 100 metrów z Rio de Janeiro (2016). W 2021 zdobył srebrny medal igrzysk olimpijskich, natomiast rok później w Eugene został mistrzem świata w biegu rozstawnym 4 × 100 metrów.
Na igrzyskach olimpijskich 2024 zdobył złoty medal w sztafecie 4 × 100 metrów.
Złoty medalista mistrzostw Kanady.

## Osiągnięcia
| Rok  | Impreza                    | Miejsce        | Konkurencja        | Lokata     | Wynik   |
| ---- | -------------------------- | -------------- | ------------------ | ---------- | ------- |
| 2013 | Uniwersjada                | Kazań          | bieg na 200 m      | 5. miejsce | 20,72w  |
| 2013 | Uniwersjada                | Kazań          | sztafeta 4 × 400 m | 2. miejsce | 3:05,26 |
| 2014 | Igrzyska Wspólnoty Narodów | Glasgow        | bieg na 200 m      | półfinał   | 20,89   |
| 2015 | Igrzyska panamerykańskie   | Toronto        | bieg na 200 m      | półfinał   | 20,29   |
| 2015 | Mistrzostwa świata         | Pekin          | bieg na 200 m      | półfinał   | 20,46   |
| 2015 | Mistrzostwa świata         | Pekin          | sztafeta 4 × 100 m | 3. miejsce | 38,13   |
| 2016 | Igrzyska olimpijskie       | Rio de Janeiro | bieg na 200 m      | eliminacje | 20,34   |
| 2016 | Igrzyska olimpijskie       | Rio de Janeiro | sztafeta 4 × 100 m | 3. miejsce | 37,64   |
| 2017 | IAAF World Relays          | Nassau         | sztafeta 4 × 100 m | –          | DNF     |
| 2017 | IAAF World Relays          | Nassau         | sztafeta 4 × 200 m | 1. miejsce | 1:19,42 |
| 2017 | Mistrzostwa świata         | Londyn         | bieg na 100 m      | eliminacje | 10,36   |
| 2019 | Mistrzostwa świata         | Doha           | bieg na 200 m      | półfinał   | 20,34   |
| 2019 | Mistrzostwa świata         | Doha           | sztafeta 4 × 100 m | eliminacje | 37,91   |
| 2021 | Igrzyska olimpijskie       | Tokio          | bieg na 200 m      | eliminacje | 20,60   |
| 2021 | Igrzyska olimpijskie       | Tokio          | sztafeta 4 × 100 m | 2. miejsce | 37,70   |
| 2022 | Mistrzostwa świata         | Eugene         | sztafeta 4 × 100 m | 1. miejsce | 37,48   |
| 2022 | Igrzyska Wspólnoty Narodów | Birmingham     | bieg na 200 m      | 5. miejsce | 20,65   |
| 2023 | Mistrzostwa świata         | Budapeszt      | bieg na 100 m      | półfinał   | 10,25   |
| 2023 | Mistrzostwa świata         | Budapeszt      | bieg na 200 m      | półfinał   | 20,27   |
| 2023 | Mistrzostwa świata         | Budapeszt      | sztafeta 4 × 100 m | eliminacje | 38,25   |
| 2024 | Halowe mistrzostwa świata  | Glasgow        | bieg na 60 m       | eliminacje | 6,80    |
| 2024 | World Athletics Relays     | Nassau         | sztafeta 4 × 100 m | 2. miejsce | 37,89   |
| 2024 | Igrzyska olimpijskie       | Paryż          | bieg na 200 m      | półfinał   | 20,59   |
| 2024 | Igrzyska olimpijskie       | Paryż          | sztafeta 4 × 100 m | 1. miejsce | 37,50   |
| 2025 | World Athletics Relays     | Kanton         | sztafeta 4 × 100 m | 3. miejsce | 38,11   |

## Rekordy życiowe
- bieg na 100 metrów – 10,00 (2023)
- bieg na 200 metrów – 19,96 (2016)
- bieg na 200 metrów (hala) – 20,46 (2016)
- bieg na 400 metrów – 45,96 (2016)
- bieg na 400 metrów (hala) – 46,62 (2016)

23 lipca 2022 w Eugene kanadyjska sztafeta 4 × 100 metrów z Rodneyem na trzeciej zmianie wynikiem 37,48 ustanowiła aktualny rekord kraju w tej konkurencji.